# Gutierre de Toledo
Gutierre de Toledo (Toledo, c. 1330-1389), clérigo castellano, tomó su nombre del de su ciudad de origen y llegó a ser obispo de Oviedo y conde de Noreña. 

## Entorno familiar
Hijo de Tel (Tello) Fernández de Toledo y de su primera esposa, Mencía Fernández de Toledo, nació en Toledo hacia 1330. Era miembro de una destacada familia toledana con raíces mozárabes. Por parte materna estaba emparentado con el arzobispo Vasco Fernández de Toledo.

## Carrera eclesiástica
Aunque algunos antiguos tratadistas, afirmaban que el obispo Gutierre estudió en la Universidad de París, lo más probable es que estudiara Leyes en la Universidad de Salamanca. 
Fue nombrado canónigo de Palencia al mismo tiempo que ejerció de abad secular en la colegiata de Santa María de Husillos, posiblemente gracias a la intercesión de su tío Gutierre Gómez de Toledo, obispo de Palencia.  En esa época, también fue capellán de la reina Juana Manuel y después fue su canciller.
El 27 de abril de 1377 fue nombrado obispo de Oviedo, después que quedara vacante en noviembre de 1376, cargo que ocupó hasta su fallecimiento en 1389.
Durante su estancia en Asturias protagonizó diferentes acontecimientos de gran importancia para la región. Participó en el conflicto que enfrentó a Juan I de Castilla con el conde Alfonso Enríquez, que originó la fundación del título de Príncipe de Asturias y por tanto del Principado de Asturias. Una vez finalizado el conflicto a favor del rey de Castilla y tras la reunión de las Cortes de Segovia, Juan I en agradecimiento al apoyo del obispo le entregó en 1383 el  condado de Noreña que anteriormente ostentaba Alfonso Enríquez y en las mismas condiciones que lo habían ostentado don Rodrigo Álvarez de las Asturias y el rey  Enrique II. Desde entonces, y hasta 1951, el condado «permaneció anejo a la sede ovetense».
En la parte religiosa destacó su catecismo en español, el inicio de las obras góticas de la Catedral de Oviedo, la organización de varios sínodos en la catedral, hizo la capilla que lleva su nombre y estableció la llamada «Fiesta de las Santas Reliquias». Se ocupó también de continuar la labor historiográfica del obispo Pelayo. De sus estudios y trabajos de historia nacieron el Libro de los Privilegios en 1382, Libro de la Regla Colorada en 1383, que compiló en 155 hojas de pergamino, y el Libro Becerro o «Libro de Don Gutierre» en 1385 en 455 hojas, también de pergamino. Con su buen hacer obtuvo del rey para la iglesia de Oviedo las posesiones que tenía en la zona de Pravia.
En 1386 fundó en Salamanca el Colegio de Pan y Carbón, también llamado Viejo de Oviedo, en 1386, que fue el primero de los colegios salmantinos.
| Predecesor: Alonso III | Obispo de Oviedo 1377 – 1389 | Sucesor: Guillén de Monteverde |